# Lyssomanes elongatus
Lyssomanes elongatus là một loài nhện trong họ Salticidae.
Loài này thuộc chi Lyssomanes. Lyssomanes elongatus được María Elena Galiano miêu tả năm 1980.